# Liste der denkmalgeschützten Objekte in Stockenboi
Die Liste der denkmalgeschützten Objekte in Stockenboi enthält die 10 denkmalgeschützten, unbeweglichen Objekte der Gemeinde Stockenboi.

## Denkmäler
| Foto |                 | Denkmal                                                                            | Standort                                     | Beschreibung | Metadaten |
| ---- | --------------- | ---------------------------------------------------------------------------------- | -------------------------------------------- | --- | --- |
| ja   | Datei hochladen | Mößlacherkapelle HERIS-ID: 57727 Objekt-ID: 68009                                  | bei Mösel 2 Standort KG: Stockenboi          | Die barocke Wegkapelle, die sich zumindest seit dem Toleranzpatent im Besitz einer evangelischen Familie befindet, steht an der Straße östlich des Mößlacherhofes. Im Inneren ist das Gewölbe mit volkstümlichen Darstellungen der Arma Christi, der Evangelisten sowie mit Blüten bemalt. | BDA-Hist.: Q38078166 Status: Bescheid Stand der BDA-Liste: 2025-06-30 Name: Mößlacherkapelle GstNr.: 1661                                                     |
| ja   | Datei hochladen | Kath. Pfarrkirche hl. Nikolaus, sog. Bichlkapelle HERIS-ID: 54954 Objekt-ID: 63405 | Stockenboi Standort KG: Stockenboi           | Die um 1500 in gotischem Stil errichtete Kirche wurde später barockisiert. Sie hat einen hölzernen Dachreiter, Strebepfeiler an Chor und Langhaus, und im Norden einen Sakristeianbau. Der Chor ist netzrippengewölbt, die Sakristei kreuzgratgewölbt. Zur Ausstattung zählen ein Seitenaltar und zwei Gemälde von Ende des 17. Jahrhunderts, der Hauptaltar mit qualitätsvollen barocken Figuren von etwa 1730 und neugotischem Aufsatz, und die Kanzel aus der zweiten Hälfte des 18. Jahrhunderts. | BDA-Hist.: Q2083243 Status: § 2a Stand der BDA-Liste: 2025-06-30 Name: Kath. Pfarrkirche hl. Nikolaus, sog. Bichlkapelle GstNr.: .71 Bichlkapelle, Stockenboi |
| ja   | Datei hochladen | Ehem. Gasthof Kavallar HERIS-ID: 57754 Objekt-ID: 68047                            | Stockenboi 36 Standort KG: Stockenboi        | | BDA-Hist.: Q38078274 Status: Bescheid Stand der BDA-Liste: 2025-06-30 Name: Ehem. Gasthof Kavallar GstNr.: .174/1                                             |
| ja   | Datei hochladen | Pfarrhof HERIS-ID: 65436 Objekt-ID: 78263                                          | Stockenboi 44 Standort KG: Stockenboi        | Der Pfarrhof war Mitte des 18. Jahrhunderts als Missionsstation der Serviten errichtet worden. | BDA-Hist.: Q38110296 Status: § 2a Stand der BDA-Liste: 2025-06-30 Name: Pfarrhof GstNr.: .72 Bichlkapelle, Stockenboi                                         |
| ja   | Datei hochladen | Knappenkapelle (Kapellerkapelle) HERIS-ID: 36036 Objekt-ID: 34888                  | westlich Unteralm 12 Standort KG: Stockenboi | Die Knappenkapelle bzw. Dreifaltigkeitskapelle ist ein kleiner, um 1700 errichteter Bau mit einem kleinen Portalvorbau an der nördlichen Giebelfassade und einem längsrechteckigen Kapellenraum, der von einer Längstonne mit Stichkappen überwölbt ist. Die Medaillons mit Darstellungen der vier Evangelisten sowie das reiche Rankenwerk wurden in Secco-Technik gemalt. | BDA-Hist.: Q37968588 Status: Bescheid Stand der BDA-Liste: 2025-06-30 Name: Knappenkapelle (Kapellerkapelle) GstNr.: 1379 Knappenkapelle, Unteralm            |
| ja   | Datei hochladen | Evangelische Pfarrkirche A.B., Pfarrkirche Zlan HERIS-ID: 65294 Objekt-ID: 78118   | Kirchplatz Standort KG: Tragail              | Die evangelische Kirche mit geschweiftem Westgiebel wurde 1805 bis 1807 errichtet, schon damals – da der Bau auf napeolonischem Territorium nicht den Beschränkungen des Toleranzpatents unterlag – mit Turm und rundbogigen Fenstern. Zur Einrichtung gehören der Altar mit Säulenarchitektur und Opfergangsportalen, Kanzel und Betstühle aus der Erbauungszeit. | BDA-Hist.: Q2083305 Status: § 2a Stand der BDA-Liste: 2025-06-30 Name: Evang. Pfarrkirche A.B. GstNr.: .25 Pfarrkirche Zlan                                   |
| ja   | Datei hochladen | Kath. Filialkirche hl. Magdalena HERIS-ID: 65298 Objekt-ID: 78122                  | Tragail Standort KG: Tragail                 | Die kleine Kirche mit Vorlaube und hohem hölzernen Dachreiter wird 1499 urkundlich erwähnt, ist aber im Kern ein romanischer Bau. Außen über dem Portal sind verblasste Wandmalereien, vermutlich von Anfang des 14. Jahrhunderts; die Wandmalereien im Inneren stammen aus der ersten Hälfte des 15. Jahrhunderts. Zur Einrichtung gehören Bilder aus dem 18. Jahrhundert. | BDA-Hist.: Q38109919 Status: § 2a Stand der BDA-Liste: 2025-06-30 Name: Kath. Filialkirche hl. Magdalena GstNr.: .56 Filialkirche hl. Magdalena, Tragail      |
| ja   | Datei hochladen | Wappengrenzstein HERIS-ID: 46900 Objekt-ID: 49219                                  | Tragail Standort KG: Tragail                 | Der Wappengrenzstein wurde 1518 oder spätestens 1524 an der Grenze zwischen den Herrschaften Dietrichstein und Ortenburg aufgestellt und trennte später bis 1849 die Freiherrschaft Paternion von der Grafschaft Ortenburg. Heute steht er an der Bezirksgrenze zwischen Villach-Land und Spittal an der Drau. Anmerkung: ident mit dem Wappengrenzstein in der Gemeinde Spittal. Der Wappengrenzstein befindet sich in unwegsamen, zugewachsenen Gelände.                                            | BDA-Hist.: Q38024595 Status: Bescheid Stand der BDA-Liste: 2025-06-30 Name: Wappengrenzstein GstNr.: 1/1, 3 Grenzstein Spittal-Stockenboi (Tragail)           |
| ja   | Datei hochladen | Wappengrenzstein HERIS-ID: 46344 Objekt-ID: 48224                                  | Drußnitz Standort KG: Ziebl                  | siehe Wappengrenzstein in Tragail Anmerkung: ident mit dem Wappengrenzstein in der Gemeinde Spittal. | BDA-Hist.: Q38020707 Status: Bescheid Stand der BDA-Liste: 2025-06-30 Name: Wappengrenzstein GstNr.: 958 Wappengrenzstein bei Kleinsaß 1                      |
| ja   | Datei hochladen | Wappengrenzstein HERIS-ID: 60239 Objekt-ID: 72403                                  | Unteramlach Standort KG: Ziebl               | siehe Wappengrenzstein in Tragail Anmerkung: ident mit dem Wappengrenzstein in der Gemeinde Spittal. | BDA-Hist.: Q38091123 Status: Bescheid Stand der BDA-Liste: 2025-06-30 Name: Wappengrenzstein GstNr.: 676 Wappengrenzstein Unteramlach                         |